# Woiwodschap Brest-Litovsk
Het woiwodschap Brest-Litovsk (Wit-Russisch: Берасьцейскае ваяводзтва, Pools: Województwo brzeskolitewskie) was een woiwodschap in het Groothertogdom Litouwen en het Pools-Litouwse Gemenebest. Het woiwodschap bestond vanaf 1566 tot 1795 en de hoofdstad van het woiwodschap was Brest. Ook de tegenwoordige Poolse stad Biała Podlaska maakte deel uit van dit woivodschap.

## Geschiedenis
Het woiwodschap Brest-Litovsk werd in 1566 gecreëerd uit het zuidelijk gedeelte van het Woiwodschap Trakai. Tijdens de Poolse Delingen werd het woiwodschap gereorganiseerd tot dat het bij de laatste deling in 1795 onderdeel werd van het Russische Keizerrijk en het Gouvernement Grodno.

## Woiwoden
- Jerzy Ilinicz (1566)
- Jerzy Tyszkiewicz Łohojski (1566-1576)
- Gabriel Hornostaj (1576-1587)
- Mikołaj Michał Sapieha (1587-1588)
- Jan Kiszka (1589—1592)
- Krzysztof Zenowicz (Zienowicz) (1592—1615)
- Jan Ostafi Tyszkiewicz Łohojski (1615-1631)
- Aleksander Ludwik Radziwiłł (1631–1635)
- Mikołaj Sapieha (1638-1642)
- Teofil Iwan Tryzna (1642—1644)
- Andrzej Massalski (1645-1651/1652)
- Jerzy Klonowski (1652—1653)
- Maksymilian Brzozowski (1653-1659)
- Kazimierz Ludwik Jewłaszewski (1659—1664)
- Jakub Teodor Kuncewicz (1664—1666/1667)
- Melchior Stanisław Sawicki (1666—1668)
- Krzysztof Piekarski (1668-1672)
- Stefan Kurcz (1672—1702)
- Krzysztof Komorowski (1702-1708)
- Władysław Jozafat Sapieha (1709-1733)
- Kazimierz Leon Sapieha (1735-1738)
- Adam Tadeusz Chodkiewicz (1738-1745)
- Jan Michał Sołłohub (1745-1748)
- Karol Józef Sapieha (1748-1768)
- Jan Antoni Horain (1768-1777)
- Mikołaj Tadeusz Łopaciński (1777—1778)
- Jan Tadeusz Zyberg (1783—1795)